# Nederlandse varkenshouderij
De Nederlandse varkenshouderij is het bedrijfsmatig houden van varkens in Nederland door varkenshouders. Er worden in Nederland ruim 12 miljoen varkens gehouden. Per jaar zijn dit er ruim 20 miljoen.

## Geschiedenis
Vanaf het midden van de 19e eeuw begonnen de boeren in de zandgebieden (Veluwe, Middenpeel en Noord-Brabant) steeds meer te produceren voor de export. Ze gingen rogge als krachtvoer aan het vee voeren. Al vrij snel werd er veevoer ingevoerd. Begin 1900 behoorde Nederland samen met Duitsland en Engeland tot de drie grootste maïsimporteurs van Europa. Later werd overgeschakeld op de invoer van tapioca. Er ontstond, mede doordat het gemengde bedrijf te klein werd voor de kinderen, een grondloze vorm van varkenshouderij die alsmaar verder intensiveerde. Vanaf de zestiger jaren heeft het Gat van Rotterdam een belangrijke rol gespeeld. De Nederlandse varkenshouderij kon daardoor profiteren van lage voerkosten en goedkope import van energierijke gewassen. Ze groeide na 1960 dan ook zeer snel.
Naast geïmporteerd voer bestaat bij de varkensvleesproductie anno 2010 ongeveer 70 procent van het rantsoen van de dieren uit restproducten. Afval van de voedingsmiddelenindustrie, zoals de aardappelverwerkende industrie en de kaasproductie. Ook restproducten van bio-energie producenten en sojaschroot dat vrij komt bij het produceren van sojaolie voor voedingsmiddelen wordt aan de varkens gevoerd.

## Soorten bedrijven
Veruit de meeste bedrijven in deze bedrijfstak werken volgens de methoden van de intensieve veehouderij. Er zijn ook enkele bedrijven waar scharrelvarkens worden gehouden en circa 80 biologische bedrijven, waar op biologische wijze varkens worden gehouden. Sommige bedrijven laten toe dat de dierenbescherming hun bedrijfsvoering op het gebied van dierwelzijn controleert, ze kunnen hiermee een of meer sterren verdienen. Ook waren er in 2011 175 bedrijven die produceren onder een milieukeur.
De varkenshouderij kan verder onderverdeeld worden in vermeerderingsbedrijven, vleesvarkensbedrijven en gesloten bedrijven:

### Vermeerderingsbedrijven
Deze bedrijven houden uitsluitend zeugen. Als de biggen 10 weken oud zijn gaan ze naar de vleesvarkensbedrijven.

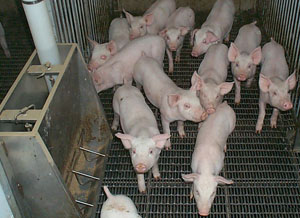
Stal met jonge biggen

De zeugen zijn meestal kruisingen van verschillende rassen. De voor het dekken van deze zeugen gebruikte beren behoren weer tot andere rassen. Vleesvarkens zijn dus hybriden. De zeugen worden geselecteerd op vruchtbaarheid en de hoeveelheid biggen per worp en de beren op groei, bevleesdheid en voerefficiëntie.
De meest gebruikte varkensrassen voor het fokken zijn:
- Zeugen
  - Nederlands Landras
  - het Fins Landras
  - de York en
  - de Large White.
- Beren
  - de York voor bevleesheid en hoge groeisnelheid
  - de Piétrain voor bevleesheid en voerefficiëntie (goede voederconversie)
  - de Duroc voor vitaliteit en sappig vlees.

### Vleesvarkensbedrijven
Op deze bedrijven worden de biggen gemest. Bij opleg wegen de biggen gemiddeld 25 kg; bij een gewicht van ongeveer 110 kg gaan de vleesvarkens naar een slachterij.
Sinds 2010 zijn er varkenshouders die grootschalig vleesvarkens houden, maar zich houden aan een aantal voorschriften van de Dierenbescherming. De beesten zijn verzekerd van minimaal een vierkante meter bewegingsruimte, hebben speelmateriaal tegen verveling, worden niet gecastreerd tegen de berengeur, vreten duurzaam verbouwde soja en staan bij vervoer niet langer dan vier uur in de vrachtwagen. Een grote supermarktketen garandeert de boeren in de nabije toekomst afname van een miljoen slachtvarkens per jaar en verkoopt geen varkensvlees meer uit de gebruikelijke intensieve varkenshouderij. De consument betaalt voor het diervriendelijker geproduceerde vlees 20% meer ten opzichte van het product uit de gangbare varkensbedrijven.

### Gesloten bedrijven
Op gesloten bedrijven vindt zowel de vermeerdering als het mesten op hetzelfde bedrijf plaats. Dit voorkomt insleep van ziekten.

## Wettelijke maatregelen
In Nederland is het wettelijk verplicht voor personen die één of meer varkens houden om zich te melden bij het Ministerie van Economische zaken, Landbouw en Innovatie (EL&I). Deze wettelijke verplichting geldt omdat de overheid wil weten wie er allemaal varkens houdt. De overheid gebruikt deze kennis bij de bestrijding van veewetziekten zoals mond-en-klauwzeer en varkenspest.
Een varkenshouderij moet voldoen aan onder andere het bestemmingsplan, de Wet milieubeheer (tot 1993 Hinderwet) en Mestwet en aan het Varkensbesluit. Er is een Europese richtlijn met minimumnormen, waaraan de Nederlandse regelgeving moet voldoen. Bij het opstellen van het Varkensbesluit is uitgegaan van deze richtlijn, maar het Varkensbesluit stelt strengere normen. Het Varkensbesluit is vooral van belang voor het welzijn van de varkens. Het besluit stelt naast inrichtingseisen ook eisen aan het welzijn van de varkens en geeft hiertoe voorschriften voor bijvoorbeeld het behandelen van zieke en gewonde dieren en de huisvesting van zeugen, biggen en mestvarkens.
Vanuit milieuoogpunt mag een varkenshouderij niet te dicht bij een natuurgebied liggen in verband met de ammoniakuitstoot en moet het bedrijf een milieuvergunning hebben.

## Mestproblemen
Tussen 1980 en 1990 ontstonden door de grote mestproductie en ammoniakuitstoot ernstige milieuproblemen. Maïs bleek een geschikt gewas te zijn voor varkenshouders, omdat dit gewas zonder schade kan groeien op sterk overbemeste gronden. Vanwege de uitspoeling van de meststoffen naar het grondwater ging de overheid strengere regels voor het uitrijden van mest opstellen. De varkenshouder mag de mest nu niet meer onbeperkt over de grond uitrijden, maar moet deze op een verantwoorde manier volgens vastgestelde regels afzetten.
Sinds 1984 is het aantal varkens wettelijk gelimiteerd in een rechtensysteem. Voor varkens is het mestproductierecht in 2005 vervangen door varkensrechten. De overheid controleert deze aantallen, in 2009 waren dit 5,5 miljoen varkens, 800.000 minder dan in 1995. In 2009 werden in Nederland in totaal 13,7 miljoen varkens geslacht, dat was bijna 1 miljoen minder dan het jaar ervoor.

## Ontwikkeling bedrijfsgrootte in Nederland
Hield in vroeger jaren een varkenshouder slechts enkele honderden varkens, anno 2011 heeft een varkenshouder die alleen vleesvarkens produceert ongeveer 4000 varkens nodig om zijn bedrijf rendabel uit te kunnen oefenen. Om die reden zijn er steeds meer bedrijven met meer dan 2.500 varkens. Waren dat er in 1980 in Nederland 100, in 2005 waren het er al meer dan 1.000. In de meeste gevallen zijn dit gezinsbedrijven waar naast de boer vaak zijn vrouw en soms een van de kinderen of een medewerker werkzaam zijn. Omdat er steeds meer bedrijven streven naar zeer grootschalige varkensproductie is er in provincies als Noord-Brabant en Overijssel veel discussie over de vestiging van deze zogenoemde megastallen. Sommigen stellen voor dat deze manier van vleesproductie beter kan verhuizen van het platteland naar industrieterreinen bij de steden. Veel stedelingen vinden het ontstaan van stallen met meerdere verdiepingen, de zogenoemde varkensflats echter ook geen aantrekkelijke idee. De bedrijfstak is afhankelijk van vergunningsverlening door de provinciale overheid. Ze heeft bij de bedrijfsontwikkeling met regelgeving te maken zonder dat precies wettelijk is vastgelegd wat de limiet aan de grootte van een bedrijf is. Schaalvergroting betekent echter niet dat er meer varkens in Nederland komen. Een varkenshouder moet varkensrechten hebben om varkens te kunnen houden en het aantal varkensrechten is niet gestegen, dus het totale aantal gaat de 20 miljoen dieren per jaar niet te boven.
Door het systeem van varkensrechten wordt bij nieuwbouw (die moet voldoen aan de hoogste eisen voor dierwelzijn en milieu) altijd ergens anders een of meerdere minder rendabele stallen gesloten.
| Jaar | 1 tot 1000 | 1000 tot 2500 | 2500 of meer | Totaal aantal bedrijven |
| ---- | ---------- | ------------- | ------------ | ----------------------- |
| 1980 |            |               | 101          | 44 127                  |
| 1985 |            |               | 251          | 36 079                  |
| 1990 |            |               | 417          | 29 211                  |
| 1995 | 20 091     | 1 600         | 697          | 22 388                  |
| 2000 | 11 851     | 1 690         | 983          | 14 524                  |
| 2003 | 8 285      | 1 454         | 991          | 10 730                  |
| 2004 | 7 541      | 1 440         | 1 057        | 10 038                  |
| 2005 | 7 148      | 1 400         | 1 138        | 9 686                   |